# Tundu Lissu
Tundu Lissu, né le 20 janvier 1968 dans le district d'Ikungi, est un avocat et homme politique tanzanien.
Il est le principal candidat d'opposition lors de l'élection présidentielle de 2020, représentant le parti Chadema.

## Biographie
Tundu Lissu est né le 20 janvier 1968 dans le district d'Ikungi (en) de la région de Singida en Tanzanie. Tundu Lissu a étudié le droit à l'université de Dar es Salam et à l'université de Warwick au Royaume-Uni dont il sort diplômé avec un Master of Laws en 1996. Spécialiste des questions environnementales et des droits humains, il travaille pendant trois ans entre 1999 et 2002 pour la cellule de réflexion World Resources Institute, puis pour la Lawyers' Environmental Action Team (LEAT), une ONG de juristes défendant les droits des communautés rurales. Il exerce également comme bâtonnier de l’ordre des avocats de Tanzanie. Marié à une avocate, il est le père de deux enfants.
Député de la région de Singida depuis 2010, il est le numéro deux de l'opposition au Parlement. En 2011, il est brièvement arrêté pour trouble à l'ordre public.
Le 7 juin 2017, il est grièvement blessé par balles près de son domicile à Dodoma. Connu pour ses critiques virulentes à l'encontre du Président John Magufuli qu'il avait qualifié de dictateur, il a fait l'objet d'au moins six arrestations depuis le début de l'année, notamment pour sédition. Atteint de 16 balles et touché à l'estomac et à un pied, il est transféré dans un état critique au Dodoma Regional Hospital, puis à l'hôpital universitaire Aga Khan de Nairobi où il reste hospitalisé pendant quatre mois. L'opposition accuse le gouvernement d'être impliqué dans cette tentative d'assassinat.
En juin 2019, il est démis de ses fonctions de député en raison de son absence prolongée. Il passe sa convalescence à Louvain en Belgique.
Il rentre finalement dans son pays en juillet 2020 et obtient le mois suivant l'investiture présidentielle du parti Chadema après avoir battu ses deux opposants. Le 29 octobre, il déclare rejeter les résultats des élections donnant une large avance au président sortant.
En janvier 2023, Tundu Lissu annonce rentrer en Tanzanie après deux ans d'exil en Belgique.
En août 2024, Tundu Lissu, Freeman Mbowe (en) et John Mnyika (en), respectivement président et secrétaire général du Chadema, sont arrêtés par la police ainsi que plus de cinq cent militants du parti pour les empêcher de tenir un meeting préalablement interdit à Mbeya. Mbowe, Lissu et la plupart des militants sont libérés sous caution peu après,.
En décembre 2024, Tundu Lissu se déclare candidat à la présidence du Chadema pour l'élection interne qui doit avoir lieu début 2025. Lissu critique la politique du président actuel du parti, Freeman Mbowe, qu'il trouve trop conciliante vis-à-vis du gouvernement contrôlé par le Chama cha Mapinduzi. Lissu l'emporte lors du congrès de janvier avec 51,5 % des voix (513 voix) face à Mbowe (48,3 % des voix),.
Le 9 avril 2025, Tundu Lissu est arrêté, avec d'autres membres du Chadema, et inculpé pour « trahison » et « publication de fausses informations ». L'accusation de trahison peut lui valoir la peine de mort. Amnesty International appelle à sa libération et dénonce la « répression croissante à l’égard des dirigeantes et dirigeants de l’opposition ». En détention, il entame une grève de la faim.